# Speeltuin van de reuzen
De Speeltuin van de reuzen (Giants' playground) is een park ten noordoosten van Keetmanshoop in het zuiden van Namibië dat bekendstaat om zijn bizarre rotsformaties die eruitzien alsof een reus met rotsblokken heeft lopen gooien. Er is ook een bos van kokerbomen: het Kokerboomwoud.

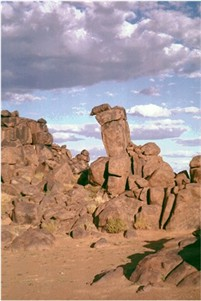
Speeltuin van de reuzen

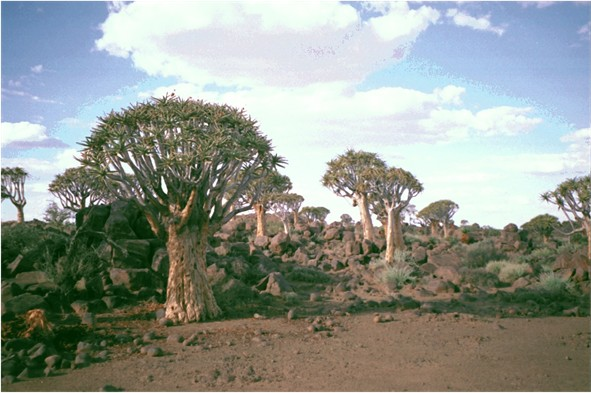
Kokerbomen